# 亚洲油鲽
亚洲油鲽（学名：Microstomus achne）为輻鰭魚綱鰈形目鰈亞目鲽科油鲽属的鱼类，俗名油扁、小嘴、泡鲽。分布于北达朝鲜、日本及库页岛及千岛群岛南部以及浙江南部到河北、辽宁等海区、黄海较多等，属于冷温性底层海鱼，棲息深度15-800公尺，體長可達60公分，棲息在沙泥底質海域，生活習性不明，可作為食用魚。该物种的模式产地在日本松岛。